# Георгиевка (Луганская область)
Гео́ргиевка (укр. Георгіївка) — посёлок в Лутугинском районе Луганской области Украины.
Посёлок образует Георгиевский поселковый совет.

## Географическое положение
Расположен в 20 км южнее областного центра — города Луганска, на месте слияния рек под названиями Ольховая и Сухая. Соседние населённые пункты: город Лутугино (примыкает) и посёлки Успенка (оба выше по течению Ольховой) на юго-западе; Челюскинец и Ленина на западе, село Роскошное и город Луганск на севере (оба ниже по течению Ольховой); село Фабричное на северо-востоке; село Переможное и аэропорт Луганска на востоке; сёла Глафировка, Петро-Николаевка и Верхняя Ореховка на юго-востоке, Волнухино, Новофёдоровка и посёлок Ключевое (выше по течению Сухой) на юге.

## История
Старое название — Конопляновка.
В январе 1989 года численность населения составляла 7411 человек.
В июле 1995 года Кабинет министров Украины утвердил решение о приватизации находившегося здесь совхоза им. Щорса.
В сентябре 2012 года Кабинет министров Украины утвердил решение о приватизации находившейся здесь шахты "Лутугинская".
По состоянию на 1 января 2013 года численность населения составляла 6493 человека.
С весны 2014 года — в составе Луганской Народной Республики.

## Транспорт
Через посёлок проходит автомобильная дорога Луганск — Красный Луч, железная дорога Луганск — Изварино, в 15 км находится аэропорт.

## Местный совет
92023, Луганская обл., Лутугинский р-н, пгт. Георгиевка, ул. Ленина, 16.